# 菊地悠二
菊地 悠二（きくち ゆうじ、1942年10月2日 - ）は、日本の経済学者。

## 略歴
東京生まれ。1965年東京大学法学部卒業。東京銀行（現三菱UFJ銀行）入行。東京、大阪、ロンドン、アムステルダム、香港、ソウルで国際金融業務を経験後、1993年より調査部長。イェール大学客員フェローを経て、1996年より帝京大学経済学部教授。2013年定年、2000年「円の国際化に関する歴史的研究」で神戸大学経済学博士。専攻、国際金融論、国際経済論。

## 著書
- 『国際金融経済・新論 金融経済と実体経済との乖離拡大の危険』東洋経済新報社 1995
- 『ビッグバン成功への条件 量から質への意識改革』1997 中公新書
- 『円の国際史』有斐閣 2000
- 『円は誰のものか 国際通貨競争の覇者へ』中央公論新社(中公叢書)2002
- 『人民元は世界の脅威か 円・ドル・元の競争と戦略』時事通信出版局 2005

### 共著
- 『国際金融の解明 理論の世界・実務の世界』浜田宏一共著 有斐閣 1997

## 論文
- <菊池悠二